# Brétigny (Oise)
Brétigny település Franciaországban, Oise megyében. Lakosainak száma 433 fő (2022. január 1.). Brétigny Camelin, Quierzy, Appilly, Babœuf, Cuts és Varesnes községekkel határos.

## Népesség
A település népességének változása:
| Lakosok száma | 407  | 413  | 421  | 410  | 416  | 421  | 427  | 431  | 433  |
|               | 2013 | 2015 | 2016 | 2017 | 2018 | 2019 | 2020 | 2021 | 2022 |